# オクラホマシティ駅
オクラホマシティ駅（英語：Oklahoma City Station）は、オクラホマ州オクラホマシティ サウス・E.K.・ゲイロード・ブールバード100にある駅。

## 歴史
当駅はアッチソン・トピカ・アンド・サンタフェ鉄道によって1934年に建てられた。ローン・スター号が1979年に廃止された後、20年間使用されていなかった。1999年にハートランド・フライヤー号が運転開始となり営業を再開した。
2018年にオクラホマシティ・ストリートカーが開業した。駅の近くに電停があり、乗り換え可能。

## 利用可能な鉄道路線／列車
アムトラックのオクラホマシティ駅に発着する列車は下記の通り。
オクラホマシティとフォートワース間の昼行中距離列車ハートランド・フライヤー号…1日1往復発着